# Excirolana braziliensis
Excirolana braziliensis är en kräftdjursart som beskrevs av Richardson 1912. Excirolana braziliensis ingår i släktet Excirolana och familjen Cirolanidae.
Artens utbredningsområde är Mexikanska golfen. Inga underarter finns listade i Catalogue of Life.